# آبرامز را پیوند دهید
آبرامز را پیوند دهید (انگلیسی: Link Abrams؛ زادهٔ ۱۱ ژوئیهٔ ۱۹۷۳) بازیکن بسکتبال اهل ایالات متحده آمریکا  است.